# Mellicta maximaeformis
Mellicta maximaeformis är en fjärilsart som beskrevs av Rocci 1930. Mellicta maximaeformis ingår i släktet Mellicta och familjen praktfjärilar. Inga underarter finns listade i Catalogue of Life.